# Lúcio Lara
Lúcio Lara, född 9 april 1929 i Huambo, Angola, död 27 februari 2016 i Luanda var politiker och blev MPLA:s första generalsekreterare och Agostinho Netos andre man under det angolanska självständighetskriget, som pågick mellan 1961 och 1975.
Lara och Neto spelade en stor roll i befrielserörelserna i Södra Afrika tillsammans med, Amílcar Cabral i Guinea-Bissau och Nelson Mandela i Sydafrika med flera.

## Biografi
Lúcio Lara var son till en portugisisk plantageförman, Lúcio Gouveia Barreto de Lara och en angolansk kvinna Clementina. Han gick i grundskolan i Nova Lisboa. och skickades till Universitetet i Coimbra i Portugal för vidare studier.
Efter examen arbetade Lara i Lissabon som lärare och blev medlem i en studentorganisation för afrikanska studenter. Han träffade Ruth Pfluger och de gifte sig och fick barnen Paul, Wanda och Bruno. Lara blev professor i matematik och fysik.

### Politiskt engagemang
Laras politiska engagemang började i slutet av 1940-talet då han blev medlem i Centrum för Afrikanska studier i Lissabon och träffade Amilcar Cabral, Mário Pinto de Andrade och Marcelino dos Santos. 
På 1950-talet blev de medlemmar i Portugals Kommunistiska Parti (PCP), som verkade i hemlighet.
År 1957 inbjöds den Anti-koloniala rörelsen  till Lissabon och Lara deltog i smyg. PCP beslutade då att stödja självständighetsrörelsen. Två år senare avslöjades hans medlemskap för Portugals hemliga polis och han lyckades i sista stund fly med sin familj till Tyskland.

## Självständighetskriget
Självständighetskriget startade i januari 1961 då tvångsarbetare på en bomullsplantage i Malanje gjorde revolt och satte bomullsfält i brand. Den 4  februari attackerade milismän från MPLA fängelset i Luanda för att befria politiska fångar. I mars var det fullt krig i norra Angola mellan Portugal och olika befrielseorganisationer, som verkade från baser i Kongo.
I december 1962 samlades MPLA:s ledning i Leopoldville valde Agostinho Neto som president och Mário Pinto de Andrade till generalsekreterare.

## Folkrepubliken Angola
I april 1974 inträffade Nejlikerevolutionen i Lissabon och de portugisiska kolonierna planerade för självständighet. MPLA:s ledning lämnade högkvarteret i Kongo-Brazzaville och med hjälp av kubanska trupper intogs Luanda under sommaren. Den portugisiska kolonialarmén är passiv och många förband återvänder till Portugal. Den 11 november utropas den folkrepubliken Angola och Lucio Lara presenterar Agostinho Neto som landets första president.
På dagen för Agostinho Neto död var Lara den högsta medlemmen av MPLA:s politiska presidium och vice ordförande. Med detta antog han funktionerna som partiets president, och i förlängning, presidenten för Folkrepubliken Angola. Han sammankallade den MPLA:s andra kongress den 11 september 1979 och arbetade hårt för valet av José Eduardo dos Santos, som ägde rum den 20 september samma år. Han vägrade alla förslag som han hade gjort för att effektivt ta över landets ledning.